# Lobaria pulmonaria

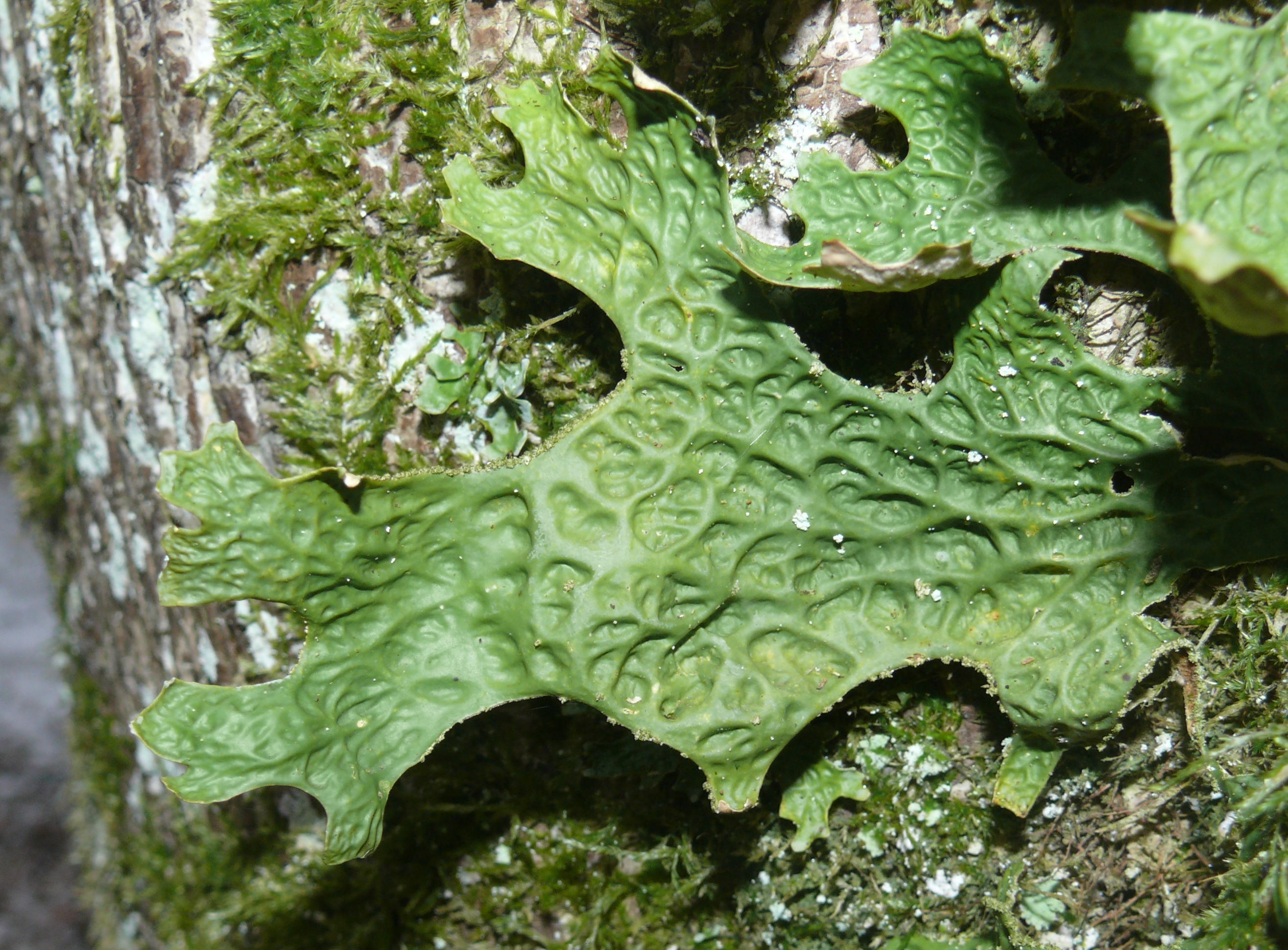
Detail

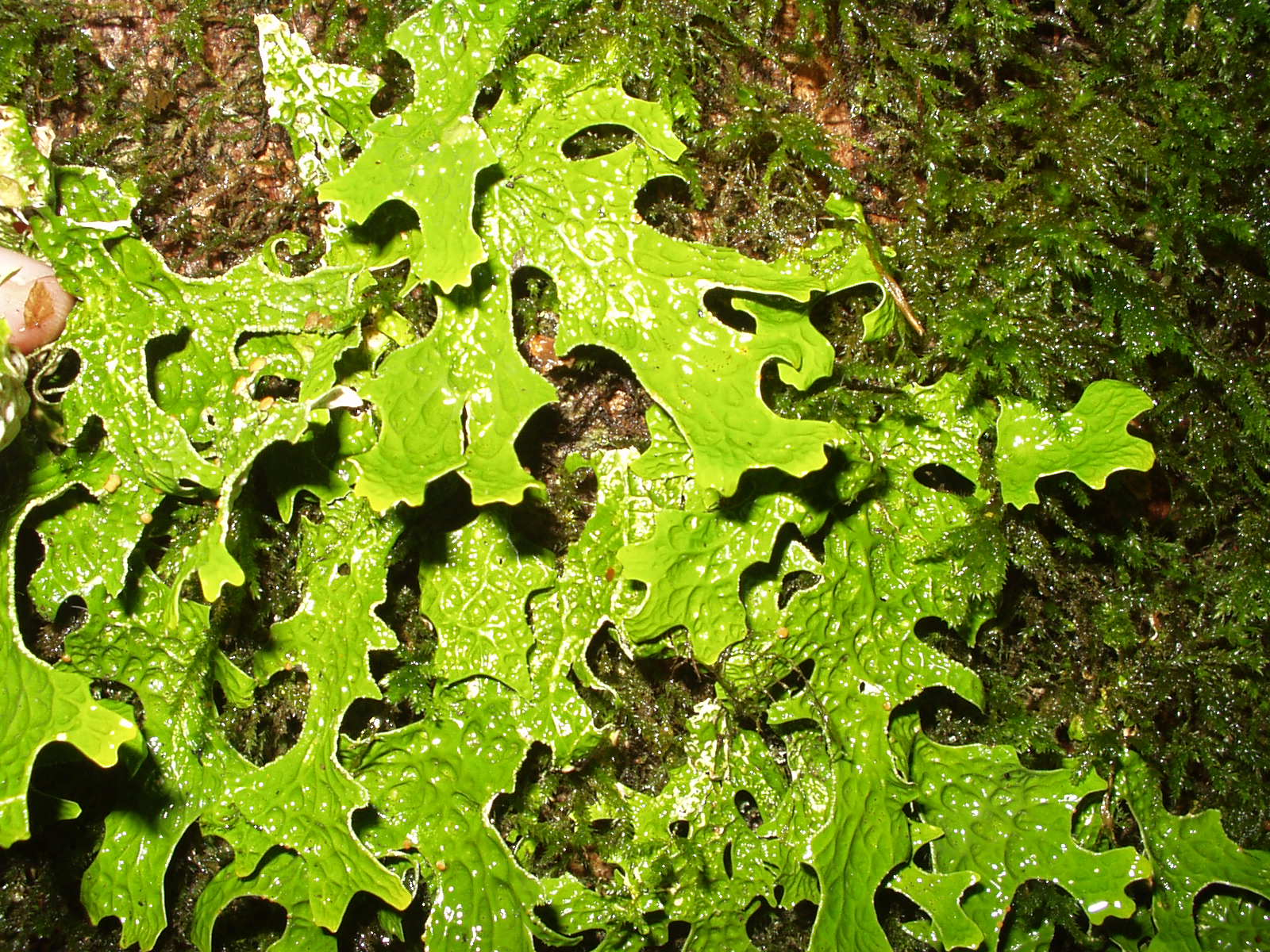
Lobaria pulmonaria ist eine typische Blattflechte mit einer Grünalgen-Symbiose.

Lobaria pulmonaria, auch als Echte Lungenflechte bezeichnet, ist eine stark gefährdete Blattflechte mit grubigen, olivbraunen Lappen, die im feuchten Zustand oliv- bis grasgrün gefärbt sind. Sie gilt als ein Indikator für intakte Ökosysteme.

## Beschreibung
Die Lungenflechte kann Durchmesser von mehreren Dezimetern erreichen. Das Lager ist oliv bis braun oder blass grünlich gefärbt, im feuchten Zustand mehr oder weniger stark grün. Der vorstehende Teil zwischen den grubigen Dellen gleicht einem netzförmigen Adergeflecht. Die 1–3 cm breiten Lappen sind tief geteilt; der größte Teil steht oft vom Substrat ab. Fruchtkörper (Sorale) befinden sich auf dem „Adernetz“ oder am Rand (Borte), sind gelblichweiß gefärbt und rundlich. Die Unterseite ist hellbräunlich bis schwarz mit weißlichbeigen, kuppelartigen Vorwölbungen und filzig-zart behaart.

## Vorkommen
Die Lungenflechte kommt in feuchten, niederschlagsreichen Lagen vom borealen Bereich bis in Berglagen im Mittelmeerraum vor, besonders im ozeanischen Bereich. Dort wächst sie auf der Rinde von Bäumen, und zwar vorwiegend auf Ahorn und Eiche, seltener auf Fels.

## Besonderheiten
Da die Lungenflechte sehr empfindlich auf Luftschadstoffe reagiert, liegen die Vorkommen der vor 100 Jahren im europäischen Tiefland noch weit verbreiteten Art inzwischen fast ausschließlich oberhalb von 900 Höhenmetern am Alpennordrand. Daher kann die Lungenflechte als ein Indikator für intakte Ökosysteme angesehen werden. Sie ist stark gefährdet – alle ihre Vorkommen verdienen Schutz. In Rheinland-Pfalz sind lediglich zwei Standorte der Lungenflechte bekannt.

## Verwendung
Gemäß der Signaturenlehre, nach der alle Organe des Menschen ihre Entsprechungen im Aussehen verschiedener Pflanzen haben, denen eine entsprechende Heilwirkung für das jeweilige Organ zugeschrieben wurde, aber auch wegen der enthaltenen Inhaltsstoffe, wurde die Echte Lungenflechte wie auch andere „Lungenkräuter“ im Mittelalter gegen Lungenleiden (Blutspucken und Schwindsucht) eingesetzt. Die Homöopathie nutzt die Lungenflechte auch heute noch gegen Husten. Von sibirischen Mönchen wurde sie wegen der enthaltenen Bitterstoffe zum Bierbrauen eingesetzt.